# 20 minuter (TV-serie)
20 minuter (20 Dakika) är en turkisk TV-serie. Den sändes i 60 avsnitt på SVT2, med början 2014.

## Handling
Ali och Melek Halaskar är ett lyckligt par med två barn. Han är lärare, hon konditor. En dag krossas deras liv när Melek grips för mordförsök på en man vid namn Kerim. Han ligger i koma och hans far som är en mäktig och korrumperad borgmästare svär att göra Meleks liv till ett helvete. Melek förklarar sig oskyldig men döms ändå eftersom hennes fingeravtryck finns på kniven. Ali är dock övertygad om hennes oskuld och fast besluten att hjälpa henne att fly. Inne i fängelset gör chefen livet surt för Melek. Borgmästaren styr även över vaktchefen. Den försynte läraren Ali söker hjälp från den kände Katten, som rymt flera gånger från fängelse. Samtidigt förföljs Ali av borgmästaren och hans hantlangare. Men har Melek verkligen berättat hela sanningen?

## Roller i urval
- Tuba Büyüküstün - Melek Halaskar
- Ilker Aksum - Ali Halaskar
- Firat Çelik - Kommissarie Ozan
- Metin Çekmez - Borgmästaren
- Bulent Emin Yarar - "Katten"
- Müjde Uzman - "Kråkan", "Kattens" dotter
- Ushan Çakir - Özgür, Meleks medarbetare
- Ipek Bilgin -  Süreyya, vaktchefen på kvinnofängelset